# Nürnberg Messe

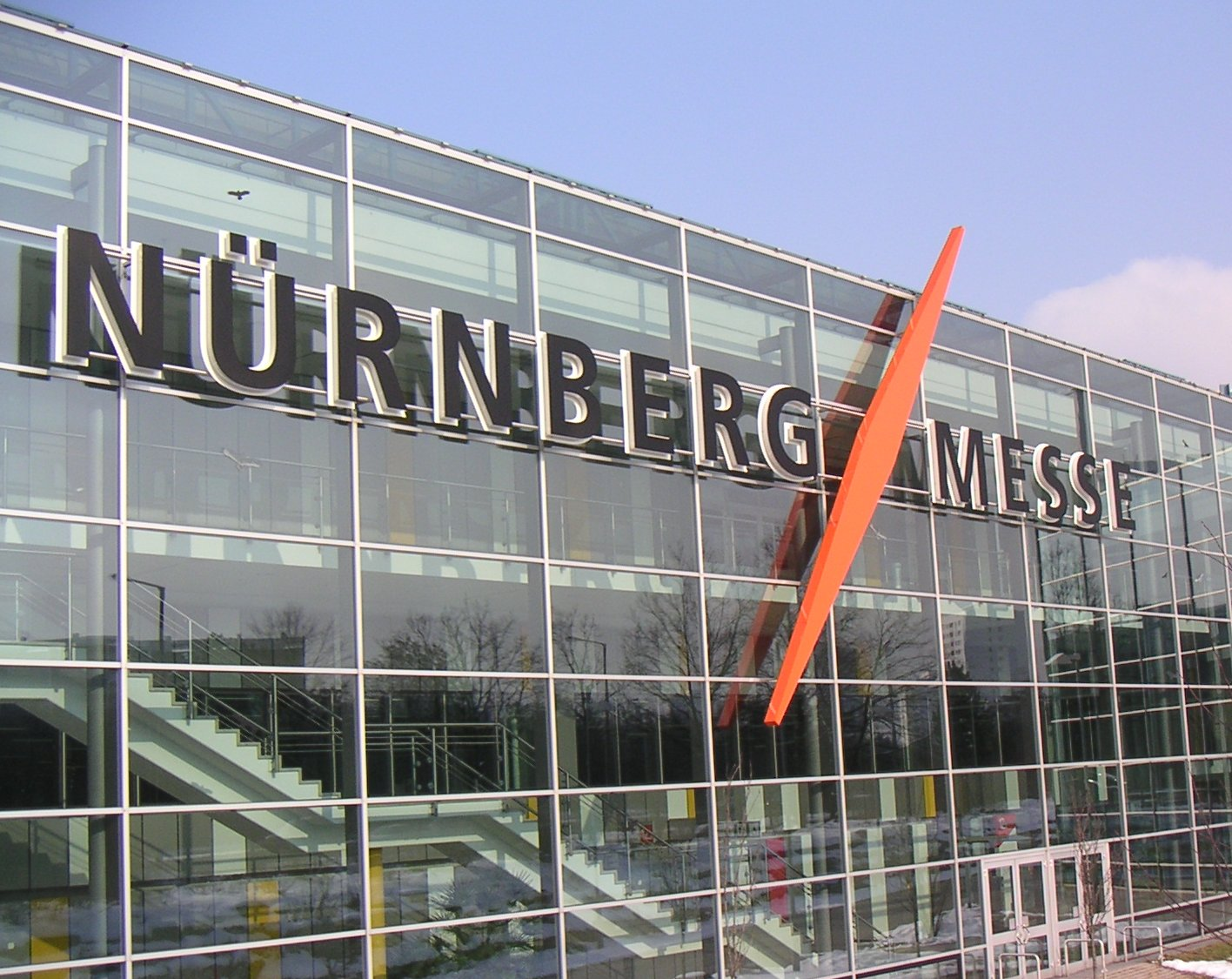
Ansicht einer Hallenfassade mit Logo

Die NürnbergMesse Group, gelegentlich auch als Messe Nürnberg bezeichnet, organisiert und veranstaltet Messen und Kongresse. Sie ist die fünftgrößte Messegesellschaft in Deutschland und zählt zu den fünfzehn größten der Welt. Das Mutterunternehmen NürnbergMesse GmbH sowie 22 Tochtergesellschaften und Beteiligungen bilden gemeinsam die Unternehmensgruppe. Über 1200 Mitarbeiter sind für sie tätig. Die Gruppe hat rund 50 Auslandsvertretungen, die in circa 100 Ländern aktiv sind, und verantwortet rund 150 Fachmessen und Kongresse, die als Präsenzveranstaltungen, hybride oder digitale Events organisiert sind. 
In Nürnberg verfügt die NürnbergMesse über ein Messegelände im Stadtteil Langwasser, das 16 Hallen mit einer Brutto-Ausstellungsfläche von rund 180.000 Quadratmetern und ein Freigelände von 50.000 Quadratmetern umfasst. Die dazugehörenden Kongresszentren des NürnbergConvention Center, die NCCs West, Mitte und Ost, dienen Kongressen und Veranstaltungen, sie haben mit ihren Sälen und Räumen eine Gesamtkapazität für über 12.800 Teilnehmer. 

## Struktur des Unternehmens
Die NürnbergMesse GmbH ist die Muttergesellschaft. Ihre Gesellschafter sind die Stadt Nürnberg (49,969 %) und der Freistaat Bayern (49,969 %), die Industrie- und Handelskammer Nürnberg (0,031 %) und die Handwerkskammer für Mittelfranken (0,031 %). In Deutschland zählen 13 Tochterunternehmen und Beteiligungen zur Gruppe; im Ausland sind es neun. Die ausländischen Töchter haben ihren Sitz in Brasilien, China, Griechenland, Indien, Italien, Österreich und in den USA.

## NürnbergConvention
Die Dachmarke NürnbergConvention gründet auf einer Kooperation der NürnbergMesse und der Congress- und Tourismuszentrale Nürnberg. Ziel ist es, Service aus einer Hand zu bieten, wenn es um Veranstaltungen in Nürnberg geht. Mit der Gründung erhielt auch das Kongresszentrum einen neuen Namen und firmiert seit 2011 unter dem Dach von NürnbergConvention als NürnbergConvention Center.

## Messegelände in Nürnberg

### Hallen, Flächen, Kapazitäten
In Nürnberg verfügt die NürnbergMesse über ein Messegelände im Stadtteil Langwasser, das 16 Hallen mit einer Brutto-Ausstellungsfläche von rund 180.000 Quadratmetern und ein Freigelände von 50.000 Quadratmetern umfasst. Die dazugehörenden Kongresszentren NürnbergConvention Center, NCC, (West, Mitte und Ost) dienen Kongressen und Veranstaltungen, sie haben mit ihren Sälen und Räumen eine Gesamtkapazität für über 12.800 Teilnehmer.

### Ansichten

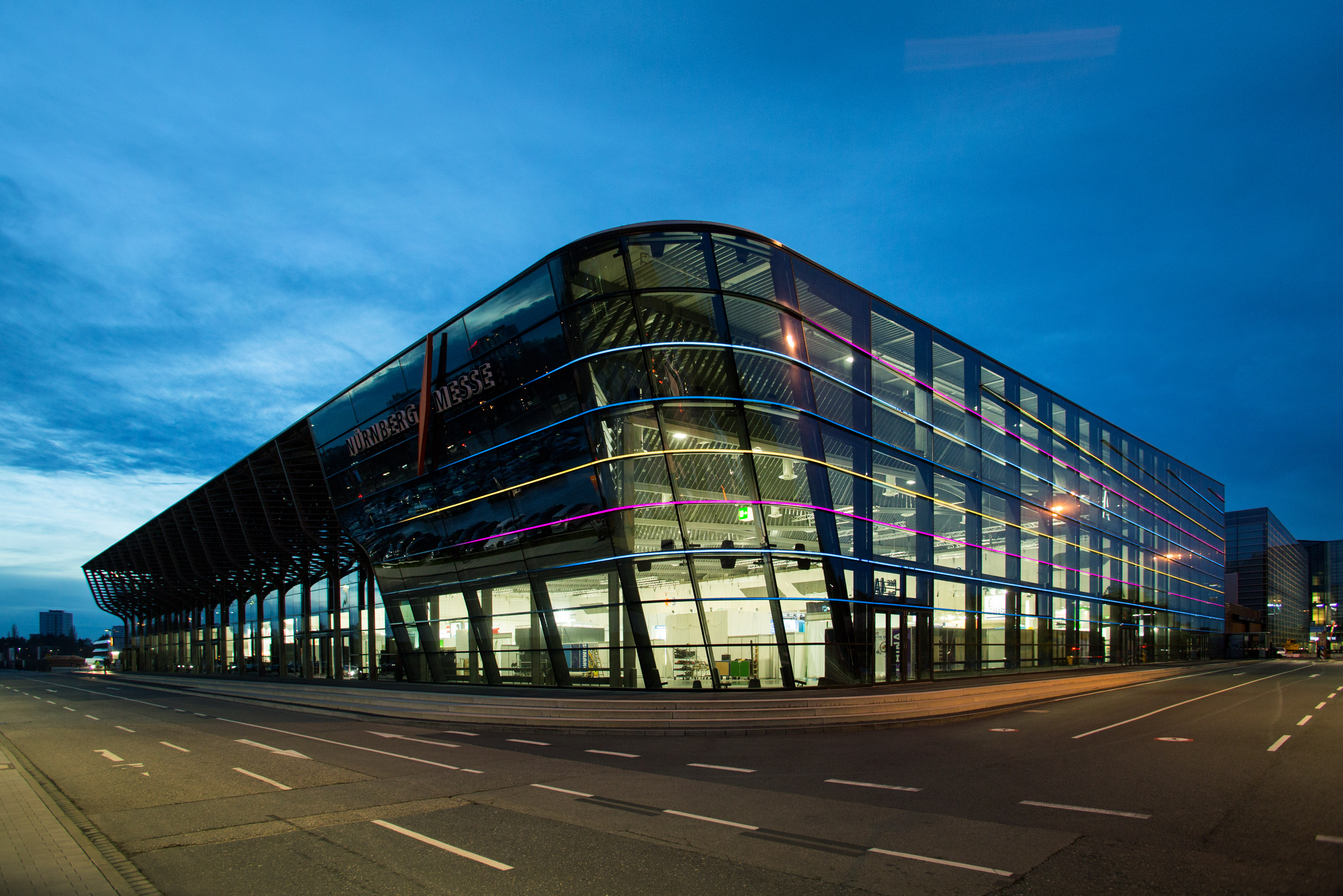
Halle 3A
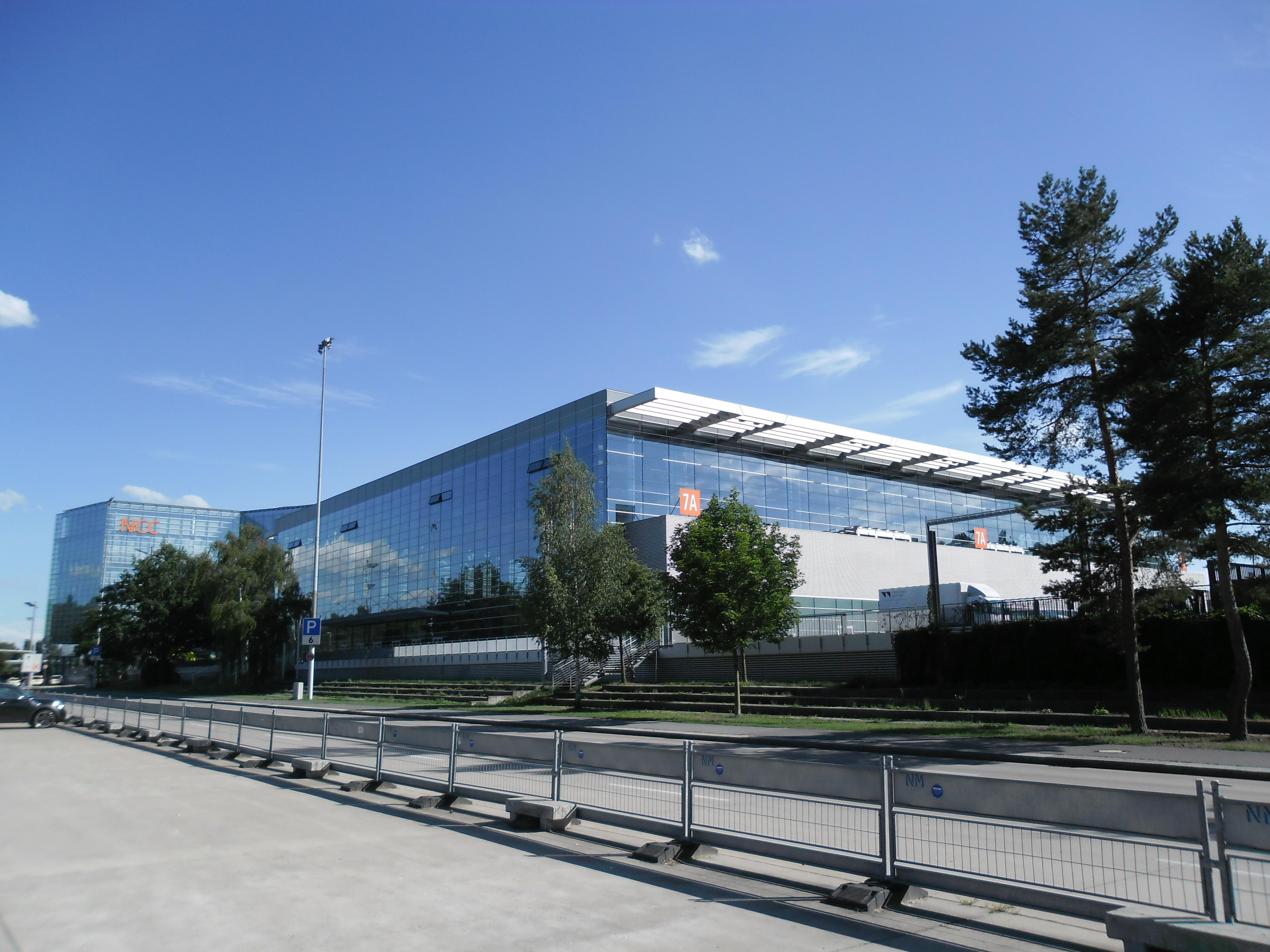
Frankenhalle
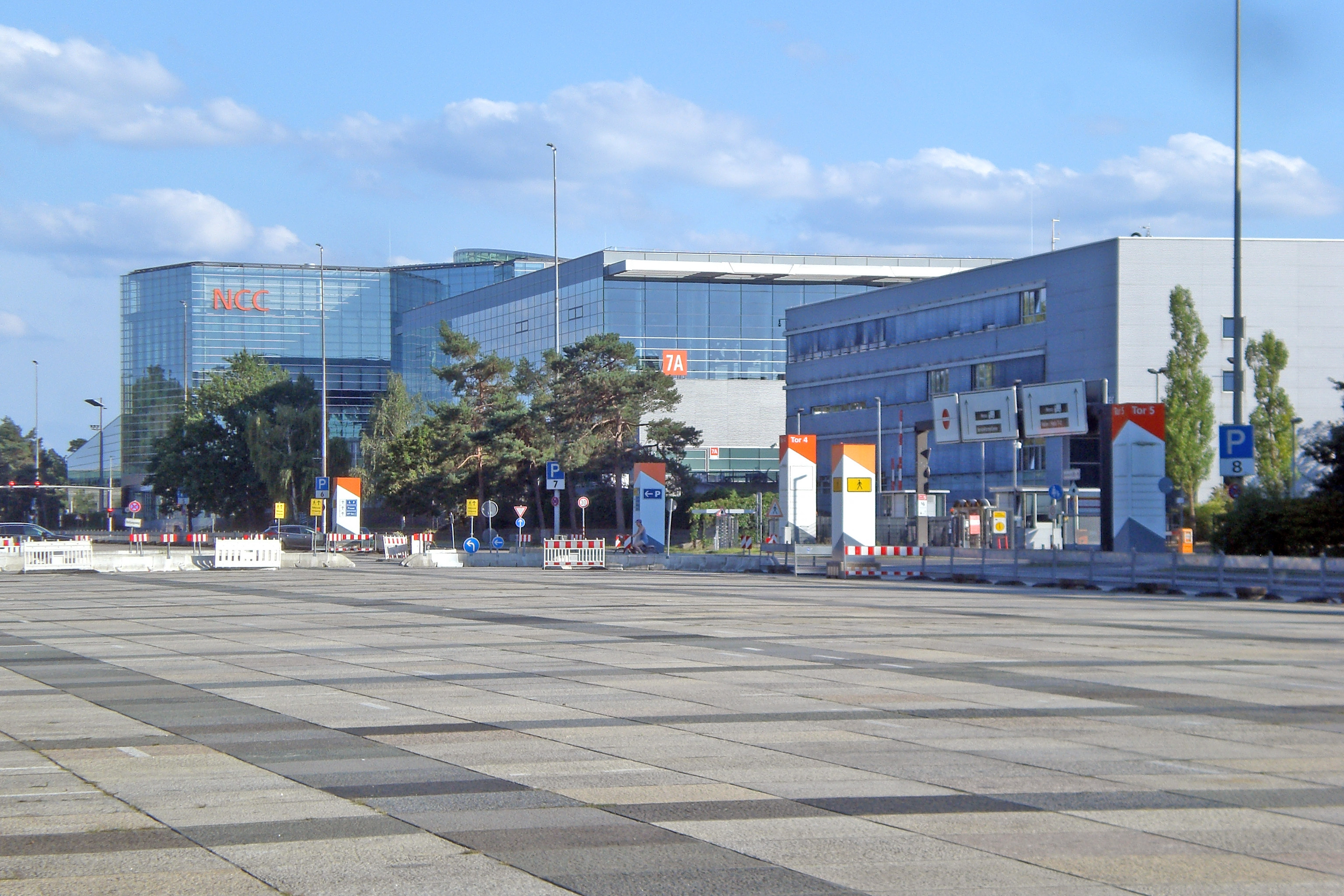
NürnbergConvention Center (2024)
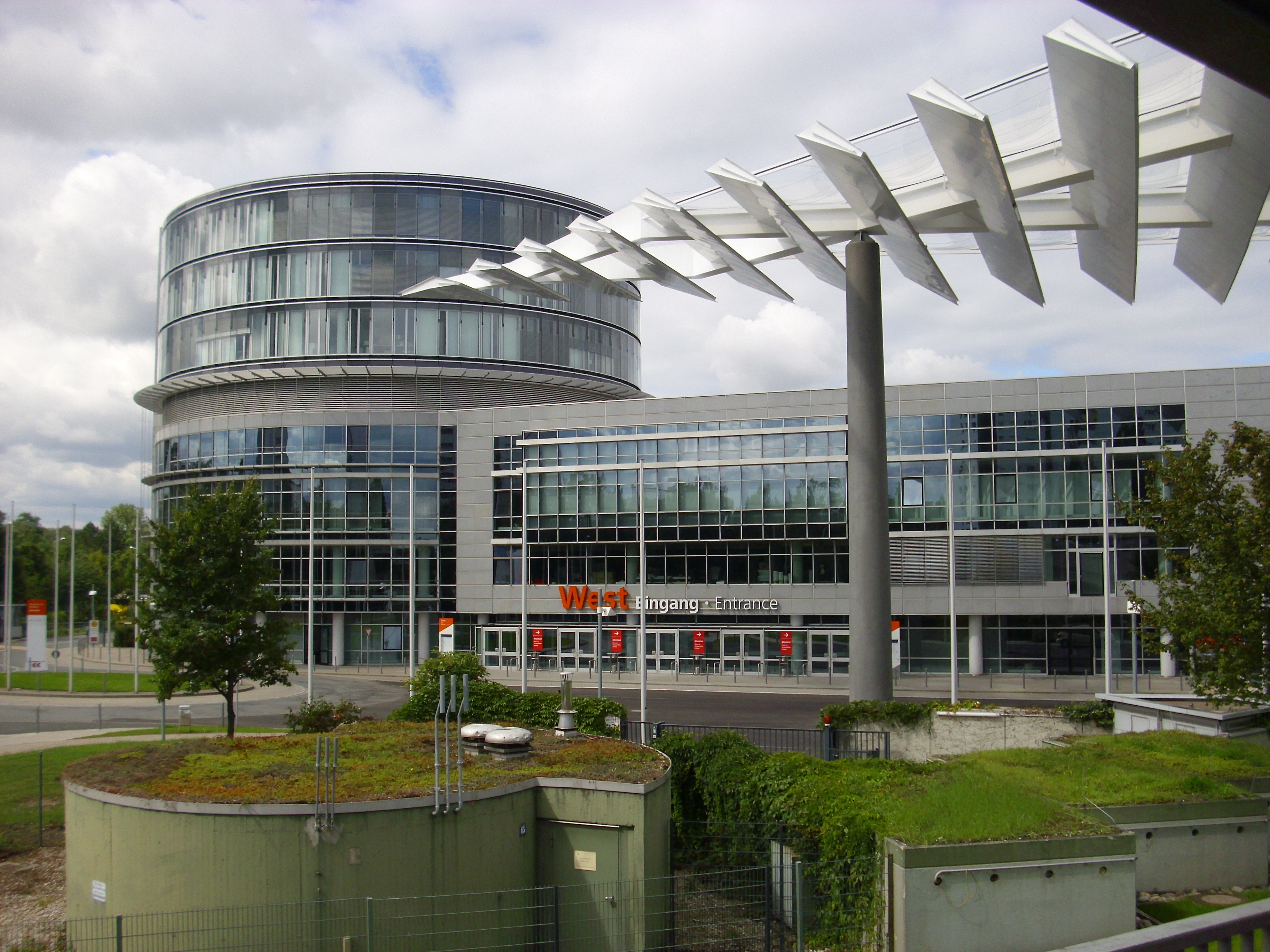
Eingang West
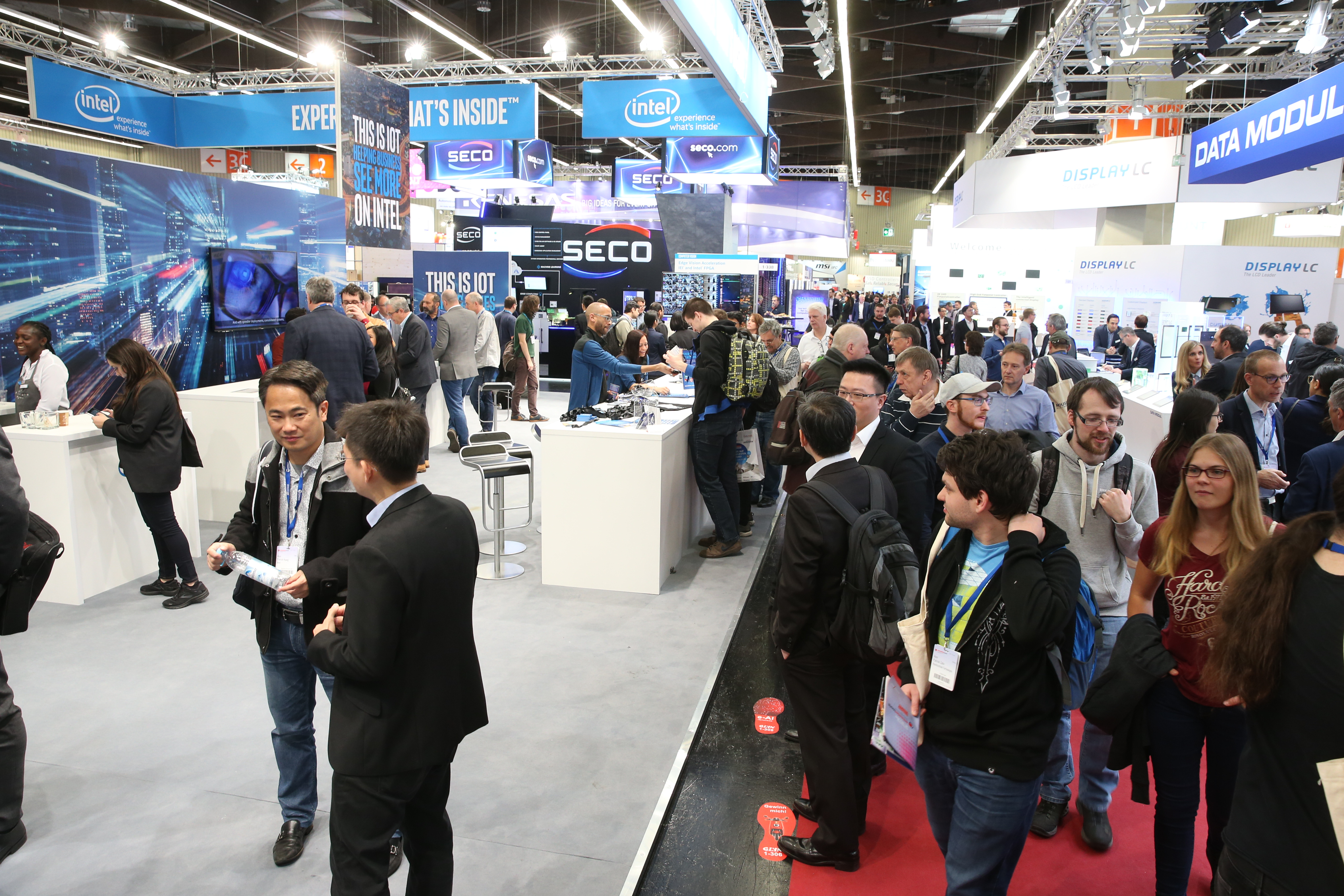
Stand auf einer Messe (2019)

### Anbindung

#### Öffentlicher Verkehr
Das Messezentrum Nürnberg ist durch den U-Bahnhof Messe, an welchem die U-Bahn-Linie 1 verkehrt, an den Öffentlichen Personennahverkehr angebunden. Die Fahrtzeit ab dem Nürnberger Hauptbahnhof beträgt rund zehn Minuten, vom Flughafen Nürnberg etwa 20 Minuten. Des Weiteren wird eine Fortführung der geplanten Straßenbahn zur Bauernfeindstraße in Richtung Klinkum Süd über das Messeareal zur besseren Erschließung des östlichen Bereichs angestrebt.

#### Straßenverkehr
Das Messegelände erstreckt sich zwischen Münchener Straße, Otto-Bärnreuther-Straße, Karl-Schönleben-Straße, der Großen Straße sowie dem Silberbuck. Von der Autobahn 73 ist das Areal über die Bundesstraße 8 ab der Ausfahrt Nürnberg-Münchener Straße zu erreichen.

## Veranstaltungen
2019 umfasste das Portfolio rund 120 nationale und internationale Fachmessen und Kongresse am Standort Nürnberg und weltweit, 2024 154 Veranstaltungen, darunter:
- Altenpflege
- BIOFACH
- BrauBeviale
- Chillventa
- ConSozial
- embedded world
- EUROGUSS
- European Coatings Show
- FACHPACK
- FENSTERBAU FRONTALE
- GaLaBau
- HOLZ-HANDWERK
- iENA zeitgleich zur Consumenta
- IFH/Intherm
- Interzoo
- it-sa
- IWA OutdoorClassics
- KOMMUNALE
- POWTECH
- PCIM Europe
- Spielwarenmesse
- SPS

Der Fokus liegt auf der Veranstaltung hochspezialisierter Fachmessen.
Zu den bekannten Veranstaltungen, die neben den Messen auf dem Gelände in Langwasser stattfanden, zählen mehrere Ausgaben von Wetten, dass..? (2004, 2008, 2011 und 2021) oder der Deutsche Evangelische Kirchentag (1979 und 2023).

## Besucher und Aussteller weltweit
2023 nahmen mehr rund 1,3 Mio. Besucher an Messen und Kongressen teil, die von der NürnbergMesse Group weltweit veranstaltet wurden. Auf den Messen waren rund 28.000 Aussteller vertreten. 2024 waren es 1,6 Mio. Besucher und 33.000 Aussteller. (Es lassen sich nur die Zahlen von ungeraden und geraden Jahren miteinander vergleichen, da manche Messen nur im zweijährigen Turnus stattfinden.)

## Geschichte

### Vorgeschichte
Im Spätmittelalter und in der Frühen Neuzeit gab es in Nürnberg Märkte und Messen regionalen Zuschnitts. Die sogenannte Heiltumsmesse (auch Ostermesse genannt), die im 15. Jahrhundert parallel zur jährlichen Zurschaustellung der in Nürnberg verwahrten Reichskleinodien stattfand, erhielt 1423 durch Messeprivilegien von Kaiser Sigismund für wenige Jahre den rechtlichen Status einer Reichsmesse. Messeplatz von überregionaler Bedeutung ist Nürnberg jedoch vor dem 20. Jahrhundert nie geworden. Nürnbergs Wirtschaft war stattdessen von Handwerk und vielfältiger Produktion geprägt sowie von Händlern, die sich im Groß- und Fernhandel auf auswärtigen Messen betätigten. Hinzu kamen Beteiligungen und Betätigungen von Nürnberger Kaufleuten im Montangewerbe sowie Finanzgeschäfte. Darüber hinaus fand in Nürnberg ganzjährig Handel durch Nürnberger und Stadtfremde statt. Im 16. Jahrhundert gingen die wichtigsten Handelsplätze verstärkt zum Börsenhandel über, so dass auch Nürnberg eine Börse am „Herrenmarkt“, einem Teil des heutigen Hauptmarktes, einrichtete, an der Handel auch außerhalb festgelegter Messezeiten stattfinden konnte. Die Industrialisierung veränderte die Stadt nachhaltig, führte aber ebenfalls nicht dazu, dass in ihr Messen abgehalten wurden. Dreimal gelang es allerdings, Nürnberg zum Ort der Bayerischen Landes-Gewerbe-Industrie- und Kunstausstellung zu machen (1882, 1896 und 1906).

### Messen am Berliner Platz
Wegweisend für die Etablierung Nürnbergs als Messestandort wurde die erstmals im März 1950 durchgeführte Nürnberger Spielwarenmesse. Dafür wurde vor allem das „Wieselerhaus“ am Berliner Platz in der Nähe des Stadtparks genutzt. Die Kapazitäten reichten schon bald nicht mehr aus, sodass in unmittelbarer Nähe eine eigene „Messehalle“ errichtet und seit 1953 genutzt werden konnte. Sie diente auch für die Veranstaltung von Konzerten und anderen Messen wie der Konsumgütermesse „Die Einkaufstasche“ (1970 in Consumenta umbenannt). Für den Betrieb der Halle war die 1952 gegründete Messehallen-GmbH zuständig, an der Stadt Nürnberg und Spielwarenmesse beteiligt waren. Der steigende Flächenbedarf der Spielwarenmesse führte in der Nachbarschaft der „Messehalle“ zur Nutzung weiterer neu errichteter Messegebäude: dem „Messehaus“ (ab 1956), dem „Max-Scherer Haus“ (ab 1962) und dem „Europa-Haus“ (ab 1966). Außerdem wurden nahegelegene Gebäude hilfsweise in die Messen einbezogen.

### Standort Langwasser
Weil der traditionelle Messeplatz im Norden der Stadt nicht mehr ausreichte und weitere Bauten am bisherigen Standort nicht mehr möglich waren, beschloss der Stadtrat 1969, den Bau eines neuen Messegeländes ins Auge zu fassen. Langwasser wurde 1970 zum Standort auserkoren. Der Spatenstich für den ersten Bauabschnitt mit 61.000 Quadratmeter Hallenfläche erfolgte im September 1971, die Bauzeit betrug knapp 16 Monate. Die auf dem südlichen Areal des früheren Reichsparteitagsgeländes entstandenen charakteristischen Sechseckbauten wurden 1973 erstmals für die Spielwarenmesse genutzt. 1974 entstand die heutige Messegesellschaft. Dazu wurde der Gesellschaftsvertrag der alten Messehallen-GmbH völlig neu gefasst, das Aufgabengebiet neu definiert und deutlich erweitert. Außerdem wurde ein Aufsichtsrat gebildet. Das Unternehmen entwickelte sich von einem reinen Geländebetreiber hin zu einem Veranstalter.
Um sich als Messestandort über die Spielwarenmesse hinaus durchzusetzen, entwickelte die Messegesellschaft überwiegend eigenständig Messen aus anfänglichen Nischenthemen. Dabei half, dass am neuen Standort ab Mitte der 1970er Jahre auch Räumlichkeiten für Tagungen und Kongresse zur Verfügung standen. Spätestens seit Mitte der 1980er Jahre gehörte Nürnberg zur Riege der anerkannten deutschen Messeplätze, die Ausrichtung der Fensterbau Frontale und der Interzoo (beide seit 1988) unterstrichen das. 1989 erfolgte die Umfirmierung der Messegesellschaft in NürnbergMesse GmbH. Im Jahr darauf stieg der Freistaat Bayern als Gesellschafter ein, kleine Anteile hielten die IHK Nürnberg sowie die Handwerkskammer für Mittelfranken.
Auf dem Gelände folgten mehrfache Erweiterungen, so 1976 und 1978 Tagungs- und Kongressgebäude, 1984 die Frankenhalle und 1997 Halle 12. Im April 2005 wurde ein neues Kongresszentrum mit dem Namen CongressCenter Nürnberg Ost (CCN Ost) eingeweiht, ein sechsstöckiges Gebäude. 2010 folgte die Eröffnung des NCC Mitte/West im September 2010. Anlässlich der Gründung der gemeinsamen Dachmarke NürnbergConvention von NürnbergMesse und Congress- und Tourismuszentrale Nürnberg wurde das Kongresszentrum 2011 in NürnbergConvention Center (NCC) umbenannt.
Zur Spielwarenmesse 2014 wurde die neue Halle 3A eröffnet. Im Jahr 2018 wurde zudem, ebenfalls nach einem Entwurf des Büros der 2016 verstorbenen Zaha Hadid, die neue Halle 3C fertiggestellt, die das Messegelände auf 170.000 Quadratmeter vergrößerte. Die Deutsche Gesellschaft für Nachhaltiges Bauen zeichnete beide Hallen mit ihrem Platin-Zertifikat aus. Die Maßnahmen zur Nachhaltigkeit werden seit 2021 unter wissenschaftlicher Begleitung in einer umfassenden Nachhaltigkeitsstrategie gebündelt; die NürnbergMesse erreichte 2023 eine Nominierung zum Deutschen Nachhaltigkeitspreis. Mit der Corona-Pandemie beschleunigte das Unternehmen ab 2020 Schritte zu digitalen und hybriden Messeangeboten.

### Internationalisierung
Anfang der 1980er Jahre begann die Messegesellschaft mit der Internationalisierung. Dafür wurden Auslandsvertretungen geschaffen, zumeist in den Nachbarländern, aber auch in Staaten wie den USA, Japan oder China. Der nächste Schritt bestand in der Ausrichtung von Veranstaltungen im Ausland, eigenständig oder als Partner. Die erste Veranstaltung dieser Art war Ende 1999 eine Messe in Peking. Für das Auslandsmessegeschäft war im April 1999 die Nürnberg Global Fairs GmbH als Tochtergesellschaft gegründet worden. Dem „Export“ des Messe- und Kongressgeschäfts folgte die Gründung von dafür spezialisierten Tochtergesellschaften vor Ort: in China (2006), in den Vereinigten Staaten (2007), in Italien und Brasilien (jeweils 2009) sowie in Indien (2013). 2019 übernahm die NürnbergMesse außerdem zunächst 80 Prozent des größten Messeanbieters in Griechenland, bis 2022 folgten die restlichen 20 Prozent. 2022 erwirtschaftete die Gesamtgruppe gut 16,5 Prozent ihrer Umsätze im Ausland.